# Дорофей
Дорофей (греч. Δωρόθεος — ‘дар божий’, от δῶρον ‘дар’ + θεός ‘бог’) — мужское имя греческого происхождения; благодаря греческой и римской культуре получило широкое распространение, в особенности в своих вариациях (Dorotheos, Dorotheus, Doroteo, Dorothée; Дорофей, Доротей) и в особенности ещё более в своих женских формах (Dorothea, Dorotea, Dorothy, Dora, Dodie, Dolly, Dot, Dottie). В Польше, Чехии и Словакии крайне популярно женское имя Дорота.
В России имя Дорофей использовалось среди простых сословий; с начала XX века — преимущественно как монашеское.
От имени Дорофей образована фамилия Дорофеев.

## Носители, известные по имени
- Дорофей (скульптор) (V век до н. э.) — скульптор из Аргоса, наставник Кресилая.
- Дорофей Родосский (III век до н. э.) — древнегреческий олимпионик.
- Дорофей (художник) (умер ок. 60 года) — римский живописец.
- Дорофей Сидонский (умер ок. 75 года) — греческий астролог и поэт.
- Авл Фульвий Дорофей (I век н. э.) — римский купец из Рима.
- Васконселос, Доротео (1803—1883) — президент Сальвадора.
- Лопес, Доротео (1836—1915) — мексиканский политик.

### Церковные деятели
- Авва Дорофей — христианский святой, живший в конце VI — начале VII веков. Знаменит своим литературным наследием.
- Дорофей — «архиепископ Пражский», митрополит Чешских земель и Словакии (25 октября 1964 — 30 декабря 1999).
- Дорофей, пустынник Египетский (умер в конце IV века) — христианский святой, отшельник.
- Дорофей I — архиепископ Антиохийский (376—380).
- Дорофей I — митрополит Афинский (ок. 1387).
  - Дорофей II — митрополит Афинский (ок. 1472).
- Дорофей I — патриарх Иерусалимский (1376—1417).
  - Дорофей II — патриарх Иерусалимский (1506—1537).
- Дорофей I (II) — патриарх Антиохийский (1219—1245)
- Дорофей II (III) — патриарх Антиохийский (1436—1454).
- Дорофей III (IV) — патриарх Антиохийский (1511—1524).
- Дорофей IV (V) ибн Аль-Ахмар — патриарх Антиохийский (1585—1597).
- Дорофей III — архиепископ Афинский и всея Эллады (1956—1957).
- Дорофей Антиохийский — арианский епископ Константинополя (ок. 388 — 407).
- Дорофей Прусийский (умер 6 марта 1921 года) — митрополит Прусы с октября 1908 года, местоблюститель Вселенского патриаршего престола (1918—1921).
- Дорофей Радонежский (умер около 1613) — преподобный Русской православной церкви.
- Дорофей Тирский (255—362) — христианский святой (священномученик), епископ Тира Финикийского, пострадал при римском императоре Юлиане Отступнике.
- Дорофей Югский (ум. 1622) — схимонах, преподобный РПЦ; основатель Югской пустыни.
- Дорофей (Венардос) (1912—1978) — епископ Александрийской православной церкви.
- Дорофей (Возмуйлов) (1733—1790) — епископ Русской православной церкви, епископ Феодосийский и Мариупольский.
- Дорофей (Дбар) (род. 1972) — священнослужитель Гуменисской митрополии Константинопольской православной церкви.
- Дорофей (Замятин) (ум. 1747) — настоятель Саровского монастыря в 1731—1747 годах.
- Дорофей (Короткевич) (1676—1718) — епископ Русской православной церкви, митрополит Смоленский и Дорогобужский.
- Дорофей (Спасов) (ок. 1830—1875) — епископ Болгарской православной церкви, митрополит Скопский.
- Дорофей (Форснер) (род. 1971) — священнослужитель Британско-Скандинавской епархии Сербского патриархата.